# Baccon
Baccon é uma comuna francesa na região administrativa do Centro, no departamento Loiret. Estende-se por uma área de 33,41 km². Em 2010 a comuna tinha 700 habitantes (densidade: 21 hab./km²).